# Johann Melchior Caesar
Johann Melchior Caesar (Saverne (regiò del Gran Est, França), 1648 - Augsburg (Suàbia, Alemanya), 18 d'octubre, 1692) va ser un compositor alemany.

## Biografia

#### Text d'encapçalament
Johann Melchior Caesar era fill de Hans Niclaus Kayser i Anna Maria Bilthauer. El seu pare treballava com a sagristà a Zabern. Segons la llista de la parròquia de Zabern, va assistir a l'escola llatina local el 1652 i va cantar com a noi de cor a la col·legiata. Va rebre les seves primeres lliçons de música del mestre d'escola Urban Ludwig Murschhauser, el fill del qual Franz Xaver (1663–1738) va treballar com a músic d'església a Munic.
Des de 1663 Cèsar va assistir a la Universitat de Würzburg. Aquí, sota la direcció de Philipp Friedrich Buchner i Tobias Richter, va tractar àmpliament la música de la cort i la catedral de Würzburg. El 1667 va rebre un càrrec com a director musical de la cort i la catedral del cardenal-príncep-bisbe Friedrich Landgrave de Hesse a Breslau per un sou de 125 tàlers amb els accidents habituals. El 1679 va succeir a Johann Steger com a director musical de la cort i la catedral de Peter Philipp von Dernbach a Würzburg. El 1685 va succeir a Johann Melchior Gletle com a director de música de la catedral d'Augsburg. Allà va rebre el suport particular de Johann Rudolph Graf Fugger von Kirchberg i Weißenhorn, per als quals sovint es va fer càrrec de la direcció de "Tafelmusik" com a visitant.
Després de Caesar, que estava casat amb Marie Eleonore Jonist, Johann Michael Galley el va seguir com a músic de la catedral després de la seva mort.

## Treballs
Cèsar va escriure nombroses obres de música d'església. En les seves misses, ofertoris, salms i himnes, va treballar l'estil barroc amb moviments corals acompanyats d'orquestres. Va dissenyar la melodia i la declamació dels acords d'una manera folklòrica i va voler aconseguir un efecte directe sobre l'oient més que efectes artístics. En breus sonates i ritornels per a violins, va crear obres equilibrades tonalment i arquitectònicament. Va treballar en algunes peces polifòniques a l'estil Reservata.
Inusualment, Cèsar va escriure en els prefacis de les seves obres que s'adheria a la litúrgia, presumiblement pronunciant-se en contra de la secularització excessiva de la música eclesiàstica barroca. Tanmateix, també es poden trobar influències de la música italiana a les seves obres. A la peça secular "Wend-Unmuth" va treballar en un estil que Valentin Rathgeber va adoptar més tard al seu "Augsburger Tafelkonfekt".
Cèsar era considerat un artista respectat pels seus contemporanis, a qui W. C. Prinz considerava com un dels "compositors més nous i més famosos". Un altre signe de la seva fama és que Johann Jakob Lotter va publicar les seves obres a Augsburg al segle XVIII.